# Oke Tuuri
Oke Tuuri (4 de febrero de 1909-28 de abril de 1976) fue un actor teatral, cinematográfico, televisivo y radiofónico finlandés. Ganó fama en su país por actuar en las producciones radiofónicas Kalle-Kustaa Korkin seikkailuja (1945–1961) y Kankkulan kaivolla (1958–1970).

## Biografía
Su verdadero nombre era Oke Nisse Hemming Blomfeldt, y nació en Hanko, Finlandia, siendo sus padres Arthur Blomfeldt y Rosa Tuhkanen. Tuuri se mudó a Helsinki en 1932 para estudiar en la actual Academia de Teatro de la Universidad de las Artes de Helsinki. Inició su carrera artística en 1934 actuando en el Teatro de Pori, trabajando cinco años desde 1936 en el Teatro de Tampere.
Turi pasó al Teatro Nacional de Finlandia en 1941, donde actuó hasta su jubilación en 1972. Entre las principales obras en las que actuó figuran Seitsemän veljestä, Nummisuutarit y varias piezas de William Shakespeare. Además, actuó también en el extranjero, visitando teatros en Estocolmo, Copenhague y Viena.
Inició su carrera en el cine con un pequeño papel en Ne 45000 (1933), trabajando en un total de cuarenta producciones entre 1933 y 1960. Sus primeras actuaciones relevantes llegaron con VMV 6 (1936), Kuriton sukupolvi (1937) y Nummisuutarit (1938). Tras la Segunda Guerra Mundial, Tuuri siguió actuando, haciendo papeles cómicos en producciones como Pontevat pommaripojat (1949), Kalle-Kustaa Korkin seikkailut (1949), Rantasalmen sulttaani (1953) y Muuan sulhasmies (1956). Su última película fue Kankkulan kaivolla (1960), en la que interpretaba a un locutor radiofónico.
Los papeles más conocidos de Tuuri fueron los que hizo en el radioteatro, destacando su trabajo en las producciones Kalle-Kustaa Korkin seikkailuja y Kankkulan kaivolla. Tuuri grabó también algunos discos, y viajó por su país en gira a principios de los años 1960 con el espectáculo de Niilo Tarvajärvi ”Tarvan riemukkaan ratsutallin”.
Otra de sus facetas fue la de actor televisivo. Para la pequeña pantalla participó en emisiones como la miniserie Noita (1961) y el telefilm Herrat tuomarit (1970).
Por su trayectoria artística, a Tuuri se le concedió en el año 1959 la Medalla Pro Finlandia.
Oke Tuuri falleció en Helsinki en 1976, a los 67 años de edad. Fue enterrado en el Cementerio de Malmi de dicha ciudad. Había estado casado con Elma Helminen desde 1938.

## Filmografía (selección)
- 1936 : VMV 6
- 1937 : Kuriton sukupolvi
- 1938 : Nummisuutarit
- 1944 : Herra ja ylhäisyys
- 1945 : Kolmastoista koputus
- 1945 : En ole kreivitär
- 1946 : Nuoruus sumussa
- 1947 : Pimeänpirtin hävitys
- 1947 : Koskenkylän laulu
- 1948 : Kilroy sen teki
- 1948 : Sankari kuin sankari
- 1948 : Ruusu ja kulkuri
- 1949 : Pontevat pommaripojat
- 1949 : Kalle-Kustaa Korkin seikkailut
- 1950 : Amor hoi!
- 1951 : Sadan miekan mies
- 1951 : Kuisma ja Helinä
- 1952 : Kulkurin tyttö
- 1952 : Lännen lokarin veli
- 1952 : Salakuljettajan laulu
- 1953 : Rantasalmen sulttaani
- 1954 : Hilmanpäivät
- 1954 : Oi, muistatkos...
- 1954 : Laivan kannella
- 1955 : Helunan häämatka
- 1956 : Silja – nuorena nukkunut
- 1956 : Viisi vekkulia
- 1956 : Ratkaisun päivät
- 1956 : Muuan sulhasmies
- 1957 : Pikku Ilona ja hänen karitsansa
- 1958 : Sven Tuuva
- 1959 : Kovaa peliä Pohjolassa
- 1960 : Kankkulan kaivolla

## Discografía

### Álbumes
- 1960 : Pigalle: Tippavaaran isäntä laulaa ja kertoo (Scandia LP 034)

### EPs
- 1961 : Pigalle (Scandia SEP 158)
- 1962 : Tippavaaran isäntä ja Humppaveikot (Scandia SEP 172)

### Singles
- 1958 : Pekka Lipposen jenkka (Karuselli SK 3009)
- 1960 : Pitkä matka on Tippavaaraan (Scandia KS 384)
- 1961 : Pigalle – Pieni polku (Scandia KS 417)
- 1962 : Iloinen kupariseppä – Vettä, vettä (Scandia KS 440)